# Monte Covello
Monte Covello è una montagna dell'Appennino calabro in provincia di Catanzaro posta al centro esatto dell'istmo e nell'estrema parte settentrionale delle Serre calabresi, le preserre catanzaresi.

## Geografia fisica

### Posizione geografica
Ampia montagna posta a est dell'alta valle del Pesipe che insieme al monte Contessa sono le prime montagne, affacciate sull'istmo, del primo tratto occidentale delle Serre, le preserre catanzaresi. Rientra nel territorio comunale di Girifalco e si presenta come un gruppo montuoso, in cui il punto più alto è di 848 m.s.l.m, posto alla base di un piccolo altopiano. Nella parte sud dello stesso territorio comunale, alle spalle del monte Covello in direzione del passo Fossa del Lupo ci sono altre due montagne, il monte Andrea (842) e il monte Pompulello (880) facenti parte del suo stesso gruppo montuoso. Dalle sue massime alture e da alcuni punti in particolare è possibile osservare sia lo Ionio che il Tirreno essendo al centro esatto dell'istmo di Catanzaro.

### Corsi d'acqua
Sulle pendici sud orientali del monte ha la sorgente il torrente Alessi che poi scende verso i territori di Vallefiorita, Squillace e Stalettì per sfociare infine nel golfo di Squillace unendosi al torrente Ghetterello, che ha la sorgente nei pressi della località Rimitello, che scendendo dalle pareti orientali del monte si inserisce nel bosco Farnoso per poi dirigersi verso est in direzione dello Ionio. La parte occidentale del monte è invece attraversata dal fiume Pesipe (che ha la sorgente sul passo Fossa del Lupo) che in seguito si dirige in una stretta vallata tra i territori di Girifalco e Cortale prima di scendere verso la Piana di Sant'Eufemia unendosi al fiume Amato. Sono altresì presenti alcuni torrenti minori come ad esempio la Fiumara Longa e il torrente Ponzo.

## Ambiente
La sua area è nota per la ricchezza della flora con abbondanti macchie boschive di querce sui fianchi e più in alto con boschi di faggi e conifere. Rilevante anche la varietà faunistica.

## Storia
Il console Claudio Marcello, durante la guerra contro Annibale, pose i suoi presidi militari sul monte per la particolarità di poter controllare contemporaneamente i due golfi dell'istmo da quelle alture, in una località denominata successivamente setto di Marcello, dove sono state ritrovate delle punte di lancia e delle piccole anfore probabilmente di epoca romana testimonianza di antichi accampamenti.

## Monumenti e luoghi di interesse
- Madonna di monte Covello: statua della Madonna situata su uno dei punti più elevati sul versante nord del monte. Risale al 1939 posta inizialmente in una teca di pietra e venne realizzata per celebrare la costruzione della nuova strada che collegava il centro di Girifalco con la montagna. Distrutta negli anni cinquanta del '900 e in seguito ricostruita nel luogo medesimo in una struttura in ferro battuto per iniziativa dell'intera popolazione. Da quell'epoca è denominata dalla popolazione girifalcese come La Madonnina di Monte Covello e da allora viene festeggiata ogni anno la prima domenica di agosto.[13]
- Monumento ai Carabinieri: il monumento ai Carabinieri caduti sul monte Covello è situato in località Rimitello ed è dedicato alle vittime dell'incidente aereo del 31 ottobre 1977, precipitate con un elicottero a causa della scarsa visibilità per le cattive condizioni meteo sorvolando l'entroterra calabrese.
- Laghetto in località "Setto di Marcello "[14] ,luogo ripristinato nel 2023 dall'assessorato all'ambiente del comune di Girifalco, Ass. Salvatore Panduri. Lavori di ripristino dedicati al compianto Geometra dei consorzi di bonifica, Bruno Iapello.

## Geografia antropica
Nel territorio del monte Covello sono presenti diverse località e contrade del comune di Girifalco a bassa densità di popolazione con case sparse soprattutto sul piccolo altopiano, posto a nord-est della cima più elevata, sul quale il monte si appoggia: Castaneto, Covello, Gulladi, Lacco, Lucertola, Mangravite, Montagnella, Pantano, Piano di Acquaro, Sant'Elena, Spanò, Ziofrò.

## Attività e tradizioni

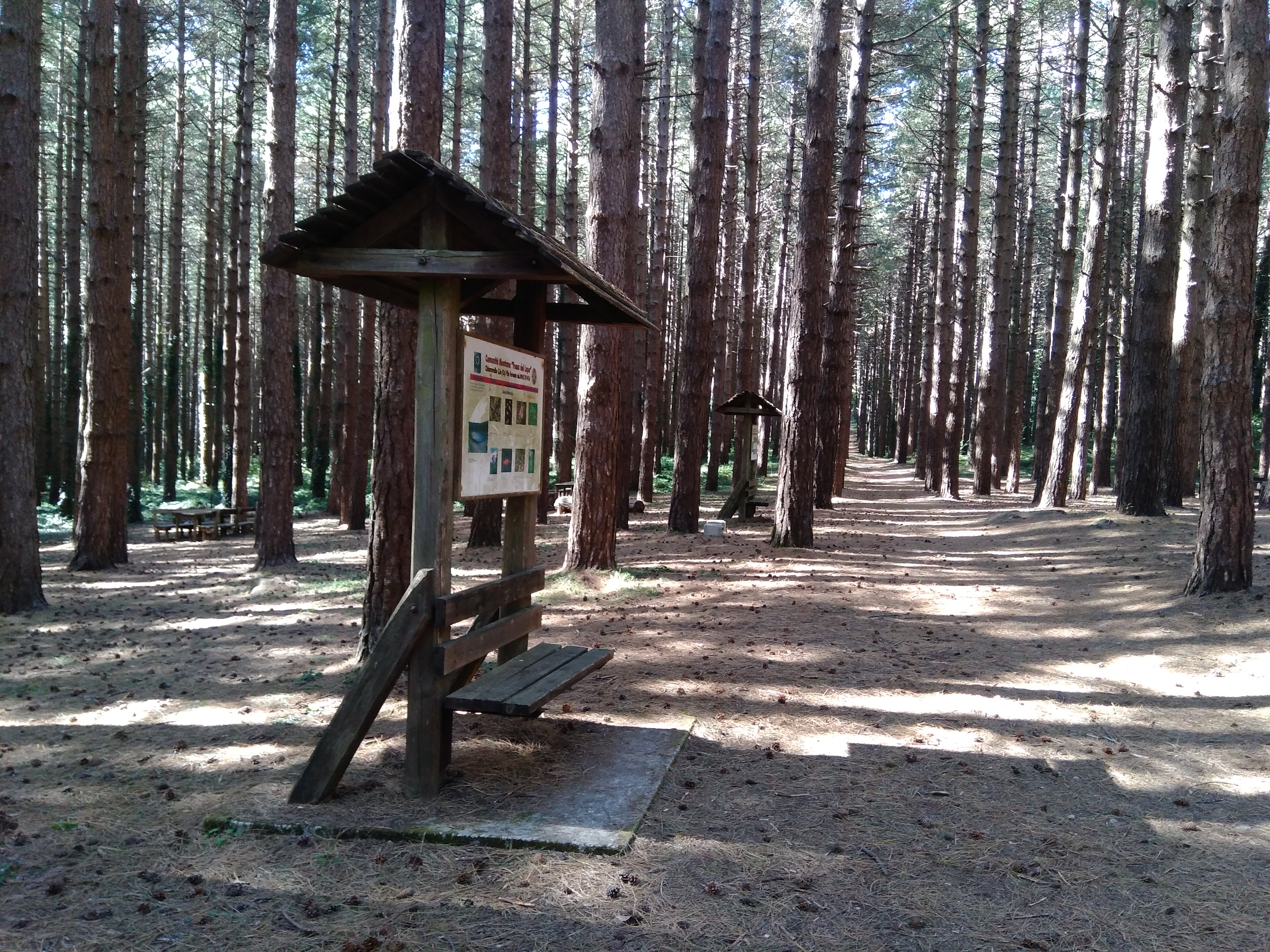
Bosco di conifere sul monte

Su di esso sorge un parco attrezzato con delle aree predisposte per le soste e il ristoro. Da notare lo sbarramento e le piccole cascate del fiume Pesipe, il laghetto nella località Rimitello ed è presente un centro di avvistamento ornitologico sull'altopiano alla base del monte. Inoltre è possibile intraprendere diversi percorsi naturalistici ed escursionistici.
Di grande rilevanza sono le sorgenti di acque minerali che sgorgano sul monte, la cui abbondanza ed eccellenza fanno di monte Covello un importante centro di imbottigliamento delle oligominerali per tutta la regione.

### Tradizioni
- Festa della Madonna di monte Covello: 1ª domenica di agosto